# Richtrův dům
Richtrův dům, také Rychtrův dům, někdy zvaný Martinický či U Modrého jelena je dům čp. 459 na Starém Městě v Praze mezi Malým náměstím (č. 11) a Michalskou (č. 23 a 25) a Hlavsovou uličkou. Stojí mezi kostelem svatého Michala a domy U Zlaté lilie a U Zlatého orla. Je chráněn jako kulturní památka České republiky.

## Stavba
Dům stojí na několika původních parcelách, jejichž postavení se různě vyvíjelo, např. část z nich byla ve druhé polovině 14. století odprodána ke kostelu svatého Michala. Pod východním domem při Malém náměstí se zachovalo románské jádro, pravděpodobně z 1. poloviny 13. století. Domy byly několikrát goticky přestavovány a to až do výše 2. či 3. (v západní části) patra. Poslední gotické přestavby jsou datované do poslední čtvrtiny 14. století a na konec 15. století. V jednom z těchto domů zvaném „U Mouřenína“ měl ve 2. polovině 14. století lékárnu florentský apatykář Augustin, majitel zahrady na Slupi. V druhé polovině 16. století proběhla renesanční přestavba, patrná zvláště u domů při Michalské ulici, které se přestavbou také zvýšily.
V letech 1714–1726 jednotlivé domy spojila a výsledný objekt přestavěla hraběnka Marie Josefa Martinicová. Dům byl upraven také barokně a v 3. čtvrtině 18. století rokokově. V roce 1798 byl na straně do Malého náměstí postaven klasicistní portikus od Johanna Ludwiga Krannera.

## Telefonní centrála
V domě sídlilo od roku 1882 Pražské podnikatelství pro telefony, tedy první telefonní centrála v Praze. V prvních dnech sloužila centrála pouhým 10–13 majitelům telefonů, po několika měsících však již jich bylo 98. Zrušena byla v rámci centralizace pražského vedení do budovy hlavní pošty v Jindřišské ulici roku 1902, která tomuto účelu sloužila do výstavby a zprovoznění Městské telefonní ústředny na Žižkově o 25 let později.